# Nymphalis dyophthalmica
Nymphalis dyophthalmica är en fjärilsart som beskrevs av Garbini 1883. Nymphalis dyophthalmica ingår i släktet Nymphalis och familjen praktfjärilar. Inga underarter finns listade i Catalogue of Life.